# Odette Lamolle
Odette Lamolle (17 juillet 1910 - 20 avril 2000) est une traductrice de Joseph Conrad.

## Biographie
Odette Lamolle est tout à tour musicienne, éleveuse de bétail, chef d'une entreprise d'accessoires pour coiffeurs, poète, romancière déçue.
Titulaire d’une licence d'anglais, Odette Lamolle entreprend dans les années 1970, au moment de sa retraite de retraduire pour elle-même la totalité des œuvres de son auteur préféré, Joseph Conrad, qu’elle a découvert à 18 ans, car elle jugeait les précédentes traductions de mauvaise qualité.
En 1995, l’un de ses amis contacte les éditions Autrement qui décident de publier le travail de cette inconnue.
La qualité de ses traductions est reconnue par des spécialistes de Conrad comme Sylvère Monod.